# 齐后主
齐后主高纬（556年5月29日—577年11月30日），字仁纲，北齐武成帝高湛的嫡長子，南北朝时期北齐第五位皇帝（565年－577年在位），先后禅位为太上皇與無上皇，史稱「後主」。

## 生平
高纬与庶兄高绰同日出生，实为高湛次子，但是因为是嫡出，故被视为长子。
高纬即位时，腐朽的北齐政权已经摇摇欲坠，他自己仍然荒淫无道，杀害兄长高绰，导致北齐军队衰弱，政治腐败，尤其最大致命伤是诛杀名将高長恭、斛律光，这使得北齐失去得以抗击北周侵略的有能将领。
577年，北周来攻打北齐，占领晋阳，齐军大败，周军不久破北齐京师邺（今河北临漳），高纬慌忙将皇位传于自己8岁的儿子高恒，然后带着幼主高恒等十余人骑马准备投降江南的陈朝。不久，太上皇高緯再命幼主讓位給高纬的叔父任城王高湝（即幼主之十叔祖），於是太上皇高緯成為無上皇，但不出四日，讓位的詔書還未抵達高湝處，北齊就滅亡了。他们刚逃到青州（今山东青州）就被北周大将军尉迟勤俘虏，北齐灭亡。高纬投降后，被周武帝封温国公，高纬被俘后，竟对北周武帝宇文邕要求將馮小憐归还给他。周帝說：「朕對於天下，就像脫掉鞋子一樣輕視，一個老太婆有甚麼好跟您爭的呢？」不久因为被诬陷谋反，而被武帝赐死，终年22岁（《北齊書》将此事记于下年）。

## 家族

### 后妃
- 皇后斛律氏，左丞相斛律光女。
- 皇后胡氏，隴東王胡長仁女。
- 皇后穆黄花（右皇后），婢女輕霄之女，父親不詳。
- 淑妃（左皇后）冯小怜
- 左娥英李氏，李祖欽女
- 右娥英裴氏，娥英兼取舜妃娥皇、女英名，阳休之所制。
- 昭仪董氏，董賢義女
- 昭仪曹氏，曹僧奴女
- 曹氏，位号不详，曹昭仪姐
- 毛夫人，毛思安妹
- 王夫人
- 彭夫人
- 小王夫人，生下一子，名不详，诸阉人在傍，皆蒙赐给。
- 李夫人，是隶户女，以五弦进宫
- 李夫人，李孝貞女
- 司马善德，北齐太中大夫、济北郡太守司马季冲长女[6]

### 子女
- 幼主高恒，母穆黄花
- 东平王高恪，母不详，后封琅邪王
- 高善德，母不详
- 高買德，母不详
- 高質錢，母不详
- 高氏，嫁北齐驸马都尉、黎州刺史、南阳公韩兴[7]
- 高氏，572年斛律皇后所生

## 相關作品
| 飾演高緯的演員 | 劇名                     |
| 翟天臨         | 《蘭陵王》2013年電視劇   |
| 魏子揚         | 《蘭陵王妃》2016年電視劇 |

- 無上皇
- 馮小憐
- 傀儡戏

## 延伸阅读
[在维基数据编辑]
 《北齊書·卷8》，出自李百药《北齊書》
 《北史·卷008》，出自李延壽《北史》